# Descrição de espécies
Descrição de espécie é uma descrição formal de uma espécie recém-descoberta, geralmente na forma de um artigo científico. Tem como finalidade dar uma descrição clara de uma nova espécie de organismo e explicar como ele difere de espécies que foram descritas anteriormente ou estão relacionadas. A descrição da espécie, muitas vezes, contém fotografias ou outras ilustrações do material-tipo e refere em que museus foi depositado. A publicação em que a espécie é descrita dá à nova espécie um nome científico formal. Hoje, cerca de 1,9 milhões de espécies foram descritas e nomeadas, de cerca de aproximadamente 8,7 milhões que poderão existir na Terra. Outros milhões de espécies foram já extintas.
É costume que os cientistas introduzir todas as novas descobertas e pesquisa em um manuscrito científico, que é enviado para outros cientistas para revisão pelos pares. Se aceito, é publicado em uma revista científica da disciplina apropriada ou em um livro. Descrições e nomeação seguem o mesmo processo, sejam de uma nova espécie ou de outros taxa.

## Processo de nomeação
Um nome de uma nova espécie torna-se válido (disponível na terminologia zoológica) com a data de publicação da respectiva descrição científica formal. Assim que o cientista tenha realizado a pesquisa necessária para determinar que o organismo descrito representa uma nova espécie, os resultados científicos são resumidos em um manuscrito científico, ou como parte de um livro, ou como um artigo a ser submetido a uma revista científica.
Uma descrição científica de uma espécie deve cumprir vários critérios formais especificados por códigos de nomenclatura, p. ex. seleção de pelo menos um espécime-tipo. Estes critérios visam garantir que o nome da espécie é claro e inequívoco, por exemplo, o Código Internacional de Nomenclatura Zoológica (ICZN) afirma que "os Autores devem exercer o cuidado e consideração na formação de novos nomes para garantir que eles são escolhidos com seus utilizadores subsequentes em mente e que, na medida do possível, eles são adequados, compactos, eufónicos, memoráveis, e que não causem ofensa".
Os nomes das espécies são escritos com as 26 letras do alfabeto latino, mas muitos nomes das espécies são baseados em palavras de outros idiomas, latinizados.
Uma vez que o manuscrito seja aceite para publicação, o nome da nova espécie é oficialmente criado.
Uma vez o nome da espécie atribuído e aprovado, ele geralmente não pode ser alterado, exceto em caso de erro. Por exemplo, uma espécie de besouro (Anophthalmus hitleri) foi nomeada por um colecionador alemão, em honra de Adolf Hitler em 1933, quando ele se tinha recentemente tornado chanceler da Alemanha. Não é claro se tal dedicação seria considerada aceitável ou apropriada hoje em dia, mas o nome permanece em uso.
Os nomes das espécies são escolhidos de várias maneiras diferentes. As mais comuns baseiam-se na aparência externa da espécie, a sua origem, ou são dedicações a determinadas pessoas. Exemplos incluem uma espécies de morcego nomeado pelas duas listras que possui nas costas (Saccopteryx bilineata), um sapo nomeado pela sua origem Boliviana (Phyllomedusa boliviana), e uma espécies de formigas dedicada ao ator Harrison Ford (Pheidole harrisonfordi). Um nome científico em honra de uma pessoa, ou pessoas, é conhecido como um patronimo taxonómico ou patronímico.
Também existe um número de nomes das espécies humurísticos. Exemplos literários incluem o nome do gênero Borogovia (um dinossauro extinto), que recebeu o seu nome de borogove, uma personagem  mítica do poema de Lewis Carrol "Jabberwocky". Um segundo exemplo, Macrocarpaea apparata (uma planta alta) foi nomeada segundo o feitiço mágico "para aparatar" dos livros de Harry Potter por J. K. Rowling, pois parecia aparecer do nada. Em 1975, o naturalista Britânico Peter Scott propôs o nome binomial Nessiteras rhombopteryx ("Ness com diamante em forma de barbatana") para o Monstro de Loch Ness; foi logo descoberto que era um anagrama de "Monster hoax by Sir Peter S" (logro do monstro por Sir Peter S.).

### Nomes de espécies reconhecendo benfeitores
Espécies têm sido frequentemente nomeadas por cientistas em reconhecimento de apoiantes e benfeitores. Por exemplo, o gênero Victoria (uma planta aquática com flor) foi nomeada em honra da Rainha Vitória da Grã-Bretanha. Mais recentemente, uma espécie de lêmure (Avahi cleesei) foi nomeado em homenagem ao ator John Cleese, em reconhecimento do seu trabalho para divulgar a situação de lémures em Madagáscar.
Organizações ecológicas sem fins lucrativos, podem também permitir benfeitores de nomearem novas espécies em troca de apoio financeiro para a investigação taxonómica e a conservação da natureza. Uma organização alemã sem fins lucrativos (gemeinnütziger Verein), BIOPAT - Patronos para a Biodiversidade já arrecadou mais de 450 mil dólares americanos para a investigação e a conservação através do patrocínio de mais de 100 espécies utilizando este modelo. Um exemplo deste sistema é o Callicebus aureipalatii (ou "macaco do Palácio Dourado"), que foi nomeado em homenagem ao Golden Palace casino em reconhecimento de uma doação de $ 650 mil para o Parque Nacional Madidi, na Bolívia, em 2005.
O Código Internacional de Nomenclatura para as algas, fungos e plantas (ICN) desaconselha esta prática um pouco: "Recomendação 20A. Os autores que formem nomes genéricos devem cumprir com os seguintes ... (h) Não dedicar géneros a pessoas muito despreocupadas com a botânica, micologia, ficologia, ou ciências naturais em geral".

## História das descrições de espécies

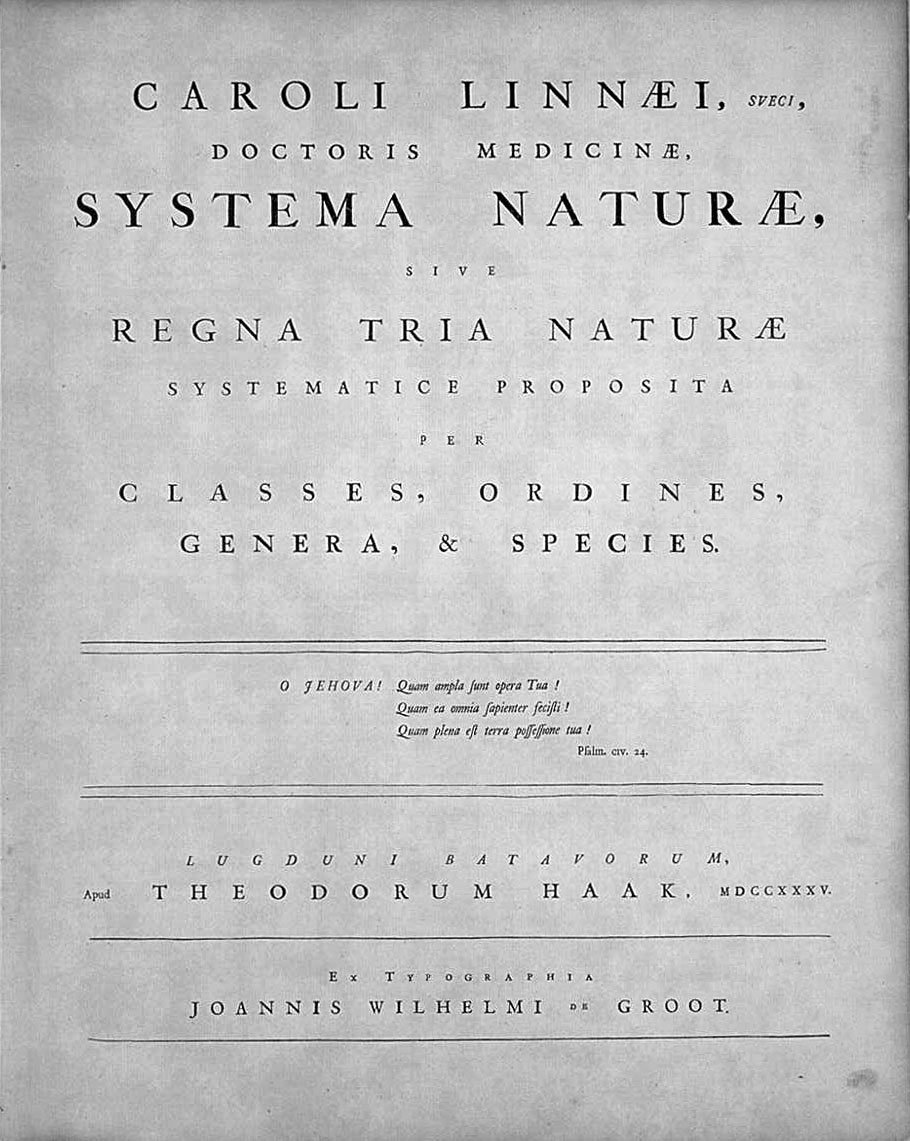
Título Original página de Lineu's Systema Naturae, publicado em 1735.

Os primeiros biólogos publicavam muitas vezes volumes inteiros ou obras de vários volumes com descrições em uma tentativa de catalogar todas as espécies conhecidas. Esses catálogos normalmente contêm extensas descrições de cada espécie e foram, muitas vezes, ilustrados quando reimpressos.
O primeiro desses grandes catálogos foi História dos Animais de Aristóteles, publicado por volta de 343 a.C.. Aristóteles inclui descrições de criaturas, principalmente peixes e invertebrados, em sua terra natal, e várias criaturas mitológicas que rumores diziam viver em terras distantes, como a manticora.
Em 77 A. D. Plínio, o velho dedicou vários volumes da sua História Natural para a descrição de todas as formas de vida que ele sabia existir. Parece ter lido a obra de Aristóteles, uma vez que escreve sobre muitas das mesmas criaturas mitológicas distantes.
No final do século XII, Konungs skuggsjá, uma obra de filosofia didática em Norueguês Antigo, apresenta várias descrições das baleias, focas, e monstros dos mares Islandeses. Essas descrições foram breves e muitas vezes erróneas, e uma descrição da sereia e um raro monstro marinho do tamanho de uma ilha chamado Hafgufu foi incluído. O autor estava hesitante em mencionar a besta (que hoje é sabido ser fictício), por medo de seu tamanho, mas sentiu que era importante o suficiente para ser incluído em suas descrições.
No entanto, a primeira autoridade reconhecida é Lineu, que padronizou o sistema de taxonomia moderno, começando com o seu Systema Naturae , em 1735.
Como o catálogo de espécies conhecidas foi aumentando rapidamente, tornou-se inviável manter um único trabalho para documentar todas as espécies. A publicação de um artigo documentando uma única espécie era muito mais rápido e pode ser feita por cientistas com um âmbito de estudo menos alargado. Por exemplo, um cientista que descobriu uma nova espécie de inseto não teria necessidade de compreender plantas, ou sapos, ou até mesmo insetos que não se assemelhem à espécie, mas precisa somente de entender insetos intimamente relacionados.

## Descrições de espécies atualmente
Descrições formais de espécies hoje seguem diretrizes rígidas estabelecidas pelos códigos de nomenclatura. Cientistas fazem descrições formais muito detalhadas, que costumam estudar o organismo profundamente, por um período de tempo considerável. Um diagnóstico pode ser usado em vez, ou juntamente com a descrição. Um diagnóstico especifica a distinção entre as espécies novas e outras espécies.

## Taxas de descrição de espécies
De acordo com o relatório RetroSOS, os seguintes números de espécies foram descritas a cada ano desde 2000.
| Ano  | Número Total de descrições de espécies | Novas espécies de insetos descritas |
| ---- | -------------------------------------- | ----------------------------------- |
| 2000 | 17 045                                 | 8 241                               |
| 2001 | 17 003                                 | 7 775                               |
| 2002 | 16 990                                 | 8 723                               |
| 2003 | 17 357                                 | 8 844                               |
| 2004 | 17 381                                 | 9 127                               |
| 2005 | 16 424                                 | 8 485                               |
| 2006 | 17 659                                 | 8 994                               |
| 2007 | 18 689                                 | 9 651                               |
| 2008 | 18 225                                 | 8 794                               |
| 2009 | 19 232                                 | 9 738                               |

## Outras fontes
- Winston, Judith E. 1999. Descrevendo Espécies: Prática Taxonômica De Procedimento Para Os Biólogos. Columbia University Press. ISBN 0-231-06824-7